# Högre mark
Högre mark är en sång skriven av Staffan Hellstrand, och inspelad av Idde Schultz 1995 på albumet Idde Schultz, samt utgiven på singel samma år. Hon spelade också in sången på engelska, under titeln Higher Ground, vilken släpptes på singel 1996. samt tog med på den engelskspråkiga versionen av albumet "Idde Schultz" samma år.
Sången har även spelats in av Staffan Hellstrand själv, utgiven år 2000 på hans samlingsalbum Staffan Hellstrands bästa.
Sången spelades också in av Sara Wikström 2007 på albumet Sara Wikström.
Sången lyckades även ta sig in på Svensktoppen, där den låg i två veckor under perioden 25 november-2 december 1995, och placerade sig på åttonde respektive sjätte plats.

### Fotnoter
1. ↑  ”Idde Schultz”. Svensk mediedatabas. 25 februari 1995. http://smdb.kb.se/catalog/id/001509286. Läst 25 juli 2014.
2. ↑  ”Högre mark”. Svensk mediedatabas. 25 februari 1995. http://smdb.kb.se/catalog/id/001509247. Läst 25 juli 2014.
3. ↑  ”Idde Schultz – Higher Ground”. Discogs. 25 februari 1996. http://www.discogs.com/Idde-Schultz-Higher-Ground/release/3688513. Läst 26 juli 2014.
4. ↑  ”Idde Schultz – Idde Schultz”. Discogs. 25 februari 1996. http://www.discogs.com/Idde-Schultz-Idde-Schultz/release/1926233. Läst 26 juli 2014.
5. ↑  ”Staffan Hellstrands bästa”. Svensk mediedatabas. 25 februari 2000. http://smdb.kb.se/catalog/id/001544009. Läst 25 juli 2014.
6. ↑  ”Sara Wikström”. Svensk mediedatabas. 25 februari 2007. http://smdb.kb.se/catalog/id/002112879. Läst 25 juli 2014.
7. ↑  ”Svensktoppen”. Sveriges Radio. 25 februari 1995. http://sverigesradio.se/Diverse/AppData/Isidor/files/2023/3491.txt. Läst 25 juli 2014.